# 테라 (우주선)

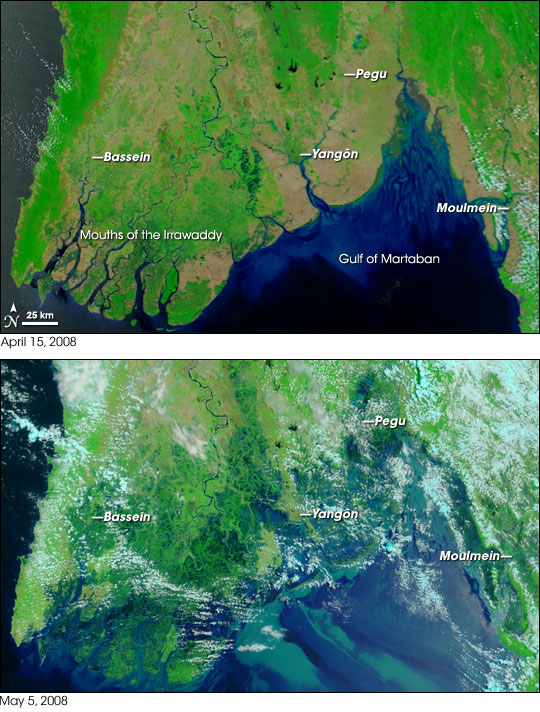
사이클론 나르기스의 피해상황에 대한 NASA 테라 위성의 MODIS 사진. 좌하단이 이라와디 삼각주이며, 미얀마 인구의 절반이 거주한다.
위: 2008년 4월 15일
아래: 2008년 5월 5일

테라 위성(EOS AM-1)은 지구의 태양동기궤도를 도는 다국적 NASA 과학조사 위성이다. 이것은 지구관측시스템(EOS:Earth Observing System)의 기함(flagship)이다.
"테라"는 지구를 뜻하는 라틴어이다. 위성은 1999년 12월 18일 미국의 반덴버그 공군 기지에서 아틀라스 IIAS로켓에 실려 발사되었으며, 2000년 2월 24일 자료를 보내오기 시작하였다.
테라는 지구의 환경 상태와 변화하고 있는 지구의 기후 시스템을 모니터하기 위해 설계된 5개의 원격조종 센서를 탑재하고 있다:
- ASTER (Advanced Spaceborne Thermal Emission and Reflection Radiometer)
- CERES (Clouds and the Earth's Radiant Energy System)
- MISR (Multi-angle Imaging SpectroRadiometer)
- MODIS (Moderate-resolution Imaging Spectroradiometer)
- MOPITT (Measurements of Pollution in the Troposphere)

## 대한민국
2002년 7월 23일, 대한민국의 KARI는 NASA 테라 위성과 아쿠아 위성의 MODIS 자료를 수신하는 데 성공하였다.
NASA 테라 위성과 아쿠아 위성의 MODIS 사진은 사진에 대한 저작권이 없으며, 위키미디어 공용에도 많은 MODIS 사진이 올라와 있다. (아래의 링크 참조)

## 같이 보기
- 아쿠아 위성